# Phaeogenes coryphaeus
Phaeogenes coryphaeus är en stekelart som beskrevs av Wesmael 1845. Phaeogenes coryphaeus ingår i släktet Phaeogenes, och familjen brokparasitsteklar. Arten är reproducerande i Sverige.